# Дрихад-Нуа

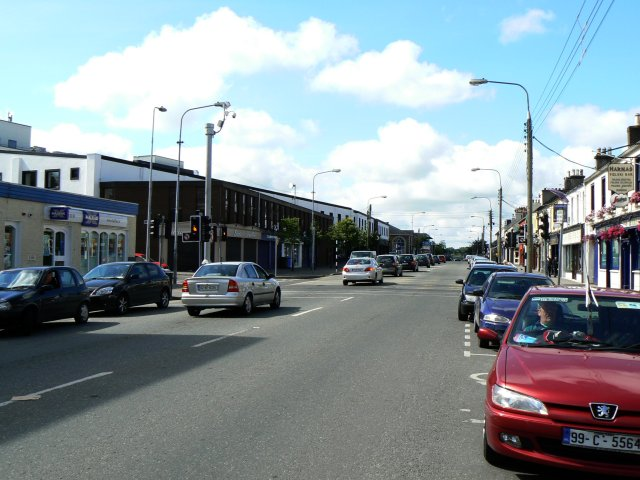
Эдвард стрит

Дрихад-Нуа (Дрохяд-Нуа; англ. Newbridge; ирл. Droichead Nua, «новый мост») — (малый) город в Ирландии, находится в графстве Килдэр (провинция Ленстер) на берегах реки Лиффи.
Местная железнодорожная станция была открыта 4 августа 1846 года и закрыта для товароперевозок 6 сентября 1976 года.
В полутора милях к востоку остатки августинского аббатства, основанного в 1202 Милером Фитцгенри, на кладбище которого сохранились надгробные камни могилы Уолтера Уэлсли, епископа Килдэра. умершего в 1539 году .
Города-побратимы поселения —  Бад-Липшпринге и  Окала.

## Демография
Население — 18 520 человек (по переписи 2006 года). В 2002 году население составляло 16 739 человек. При этом, население внутри городской черты (legal area) было 17 042, население пригородов (environs) — 1478.
Данные переписи 2006 года:
| Общие демографические показатели |               |                               |                               |      |      |
| Всё население                    | Всё население | Изменения населения 2002—2006 | Изменения населения 2002—2006 | 2006 | 2006 |
| 2002                             | 2006          | чел.                          | %                             | муж. | жен. |
| 16 739                           | 18 520        | 1781                          | 10,6                          | 9274 | 9246 |

В нижеприводимых таблицах сумма всех ответов (столбец «сумма»), как правило, меньше общего населения населённого пункта (столбец «2006»).
| Религия (Тема 2 — 5 : Число людей по религиям, 2006) |             |                |             |            |        |        |
| Католики, чел.                                       | Католики, % | Другая религия | Без религии | не указано | сумма  | 2006   |
| 16 447                                               | 88,8        | 1149           | 665         | 259        | 18 520 | 18 520 |

| Этно-расовый состав (Этничность. Тема 2 — 3 : Постоянное население по этническому или культурному происхождению, 2006) |            |              |       |        |        |            |        |        |
| Белые ирландцы | Лухт-шулта | Другие белые | Негры | Азиаты | Другие | Не указано | сумма  | 2006   |
| 15 338 | 103        | 1779         | 318   | 231    | 303    | 265        | 18 337 | 18 520 |
| Доля от всех отвечавших на вопрос, %                                                                                   |            |              |       |        |        |            |        |        |
| 83,6 | 0,6        | 9,7          | 1,7   | 1,3    | 1,7    | 1,4        | 100    | 99,01  |

1 — доля отвечавших на вопрос о языке от всего населения.
| Владение ирландским языком (Тема 3 — 1 : Число людей от 3 лет и старше по способности говорить по-ирландски, 2006) |        |            |        |        |
| Владеете ли Вы ирландским языком?                                                                                  |        |            |        |        |
| Да | Нет    | Не указано | сумма  | 2006   |
| 6711 | 10 452 | 395        | 17 558 | 18 520 |
| Доля от всех отвечавших на вопрос о языке, %                                                                       |        |            |        |        |
| 38,2 | 59,5   | 2,2        | 100    | 94,81  |

1 — доля отвечавших на вопрос о языке от всего населения.
| Использование ирландского языка (Тема 3 — 2 : Говорящие по-ирландски от 3 лет и старше по частоте использования ирландского языка, 2006) |                                                            |                                               |                                               |                                               |                                               |                                               |       |                                     |        |
| Как часто и где Вы говорите по-ирландски?                                                                                                |                                                            |                                               |                                               |                                               |                                               |                                               |       |                                     |        |
| ежедневно, только в образовательных учреждениях                                                                                          | ежедневно, как в образовательных учреждениях, так и вне их | в других местах (вне образовательной системы) | в других местах (вне образовательной системы) | в других местах (вне образовательной системы) | в других местах (вне образовательной системы) | в других местах (вне образовательной системы) | сумма | всего, отвечавших на вопрос о языке | 2006   |
| ежедневно, только в образовательных учреждениях                                                                                          | ежедневно, как в образовательных учреждениях, так и вне их | ежедневно                                     | каждую неделю                                 | реже                                          | никогда                                       | не указано                                    | сумма | всего, отвечавших на вопрос о языке | 2006   |
| 1872 | 262                                                        | 171                                           | 376                                           | 2197                                          | 1713                                          | 120                                           | 6711  | 17 558                              | 18 520 |
| Доля от всех отвечавших на вопрос о языке, %                                                                                             |                                                            |                                               |                                               |                                               |                                               |                                               |       |                                     |        |
| 10,7 | 1,5                                                        | 1,0                                           | 2,1                                           | 12,5                                          | 9,8                                           | 0,7                                           | 38,2  | 100                                 |        |

| Типы частных жилищ (Тема 6 — 1(a) : Число частных домовладений по типу размещения, 2006) |          |         |                 |            |       |        |
| Отдельный дом                                                                            | Квартира | Комната | Переносные дома | не указано | сумма | 2006   |
| 5482                                                                                     | 556      | 23      | 4               | 124        | 6189  | 18 520 |